# Rennesøy
Rennesøy was tot 2020 een gemeente in de Noorse provincie Rogaland in het zuidwesten van Noorwegen. De gemeente telde 4892 inwoners in januari 2017. Rennesøy wordt door acht eilanden omgeven: Rennesøy, Mosterøy, Bru, Fjøløy, Klosterøy, Vestre Åmøy, Sokn en Brimse. In 2020 werd de gemeente opgeheven en bij Stavanger gevoegd.

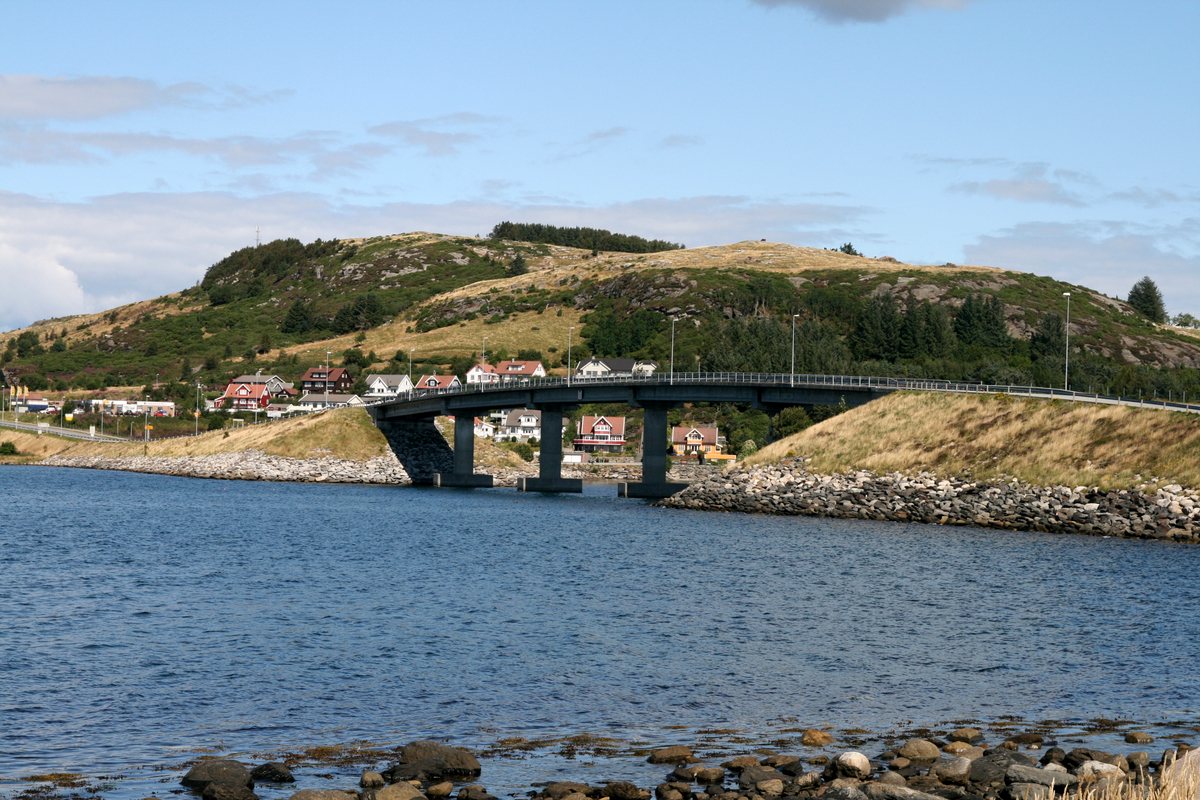

## Plaatsen in de gemeente
- Østhusvik